# سیارک ۷۵۵۷۰
سیارک ۷۵۵۷۰ (به انگلیسی: 75570 Jenowigner، نامگذاری:2000AP4) هفتاد و پنج هزار و پانصد و هفتادمین سیارک کشف شده‌است که در ۱ ژانویه ۲۰۰۰ کشف شد.